# Monika Ciaciuch
Monika Ciaciuch-Chabel (Ślesin, 10 de maio de 1992) é uma remadora polonesa, medalhista olímpica.

## Carreira
Ciaciuch competiu nos Jogos Olímpicos de 2016, no Rio de Janeiro, onde conquistou a medalha de bronze no skiff quádruplo com Maria Springwald, Joanna Leszczyńska e Agnieszka Kobus.